# Berlinale 1965
La Berlinale 1965 était le 15e festival du film de Berlin et s'est déroulée du 25 juin 1965 au 6 juillet 1965.

## Jury
- John Gillett  États-Unis, président du jury
- Alexander Kluge  Allemagne
- Jerry Bresler  États-Unis
- Ely Azeredo  Portugal
- Monique Berger  France
- Kyushiro Kusakabe  Japon
- Karena Niehoff  Allemagne
- Hansjürgen Pohland (de)  Allemagne
- Hans-Dieter Roos  Allemagne

## Films en compétition
- Alphaville, une étrange aventure de Lemmy Caution de Jean-Luc Godard
- Cat Ballou de Elliot Silverstein
- Charulata de Satyajit Ray
- El arte de vivir de Julio Diamante
- Kabe no naka no himegoto de Kōji Wakamatsu
- Kungsleden de Gunnar Höglund
- Amour 65 (Kärlek 65) de Bo Widerberg
- Le Bonheur d'Agnès Varda
- Pajarito Gómez de Rodolfo Kuhn
- Répulsion de Roman Polanski
- Shakespeare Wallah de James Ivory
- Le Knack... et comment l'avoir de Richard Lester
- Thomas l'imposteur de Georges Franju
- To (en) de Palle Kjærulff-Schmidt
- Una bella grinta de Giuliano Montaldo
- Vereda de Salvação de Anselmo Duarte
- Wälsungenblut de Rolf Thiele

## Palmarès
- Ours d'or : Alphaville, une étrange aventure de Lemmy Caution de Jean-Luc Godard
- Ours d'argent (Grand prix du jury) : ex æquo
  - Répulsion de Roman Polanski
  - Le Bonheur de Agnès Varda
- Ours d'argent du meilleur acteur : Lee Marvin dans Cat Ballou
- Ours d'argent de la meilleure actrice : Madhur Jaffrey dans Shakespeare Wallah
- Ours d'argent du meilleur réalisateur : Satyajit Ray pour Charulata

- Mention spéciale: Walter Newman et Frank Pierson pour le scénario de Cat Ballou